# Wina albańskie

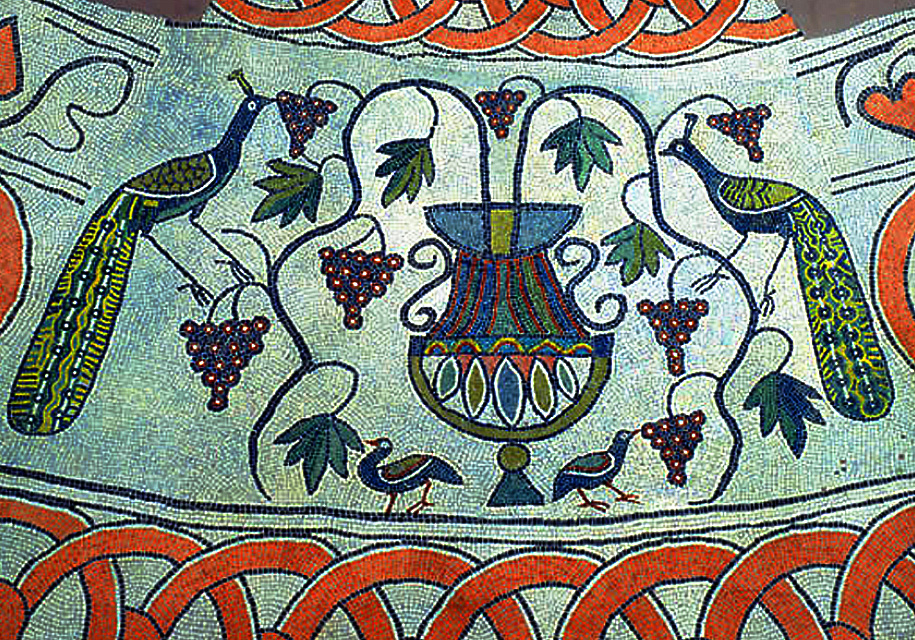
Mozaika z wczesnochrześcijańskiej świątyni w Butrincie

Wina albańskie – wina produkowane w Albanii.
Wśród krajów europejskich Albania wyróżnia się wyjątkowo długą tradycją produkcji wina. Pierwsze informacje o produkcji wina na obszarze dawnej Ilirii pochodzą z VIII w. p.n.e. O winie pochodzącym z ziem dzisiejszej Albanii pisał Pliniusz, opisując je jako „bardzo słodkie” i wyraziste w smaku. O winie albańskim pisze także Horacy w Odzie do Phyllisa. Edward Wigglesworth określa wino albańskie jako jedno z najlepszych w czasach rzymskich – jeśli tylko dobrze dojrzało stanowiło wzorcowy przykład doskonałego wina wytrawnego.
Uprawa winorośli wokół domu stanowiła dla Albańczyków podstawę do produkcji zarówno wina, jak i rakiji. Sprzyjał temu zarówno klimat, jak i ukształtowanie terenu. Na terenie Albanii wyróżniamy cztery regiony produkcji wina:
- zachodni obszar nizinny (Durrës, Vlosh)
- centralny region górzysty (Pulës)
- wschodnie obszary górskie (Përmet, Leskovik)
- północne obszary wysokogórskie (Kallmet)

Intensywny okres produkcji wina w Albanii przypadł na okres międzywojenny. Rozwój winiarstwa zahamowała epidemia filoksery, która w 1933 zniszczyła większość winnic w tym kraju. Po zakończeniu II wojny światowej winnice w Albanii pokrywały obszar 2767 ha. Po roku 1944 większość winnic została upaństwowiona, a wino stało się jednym z ważnych produktów eksportowych. Głównym odbiorcą win albańskich był Związek Radziecki. W tym okresie powierzchnia winnic sięgała 17 000 ha. Po upadku państwowych winnic w początkach lat 90. uruchomiono nowe, głównie z pomocą imigrantów z Włoch. W 2009 wyprodukowano w Albanii 17 500 ton wina. Powierzchnia winnic w 2009 nie przekraczała 10 000 ha.

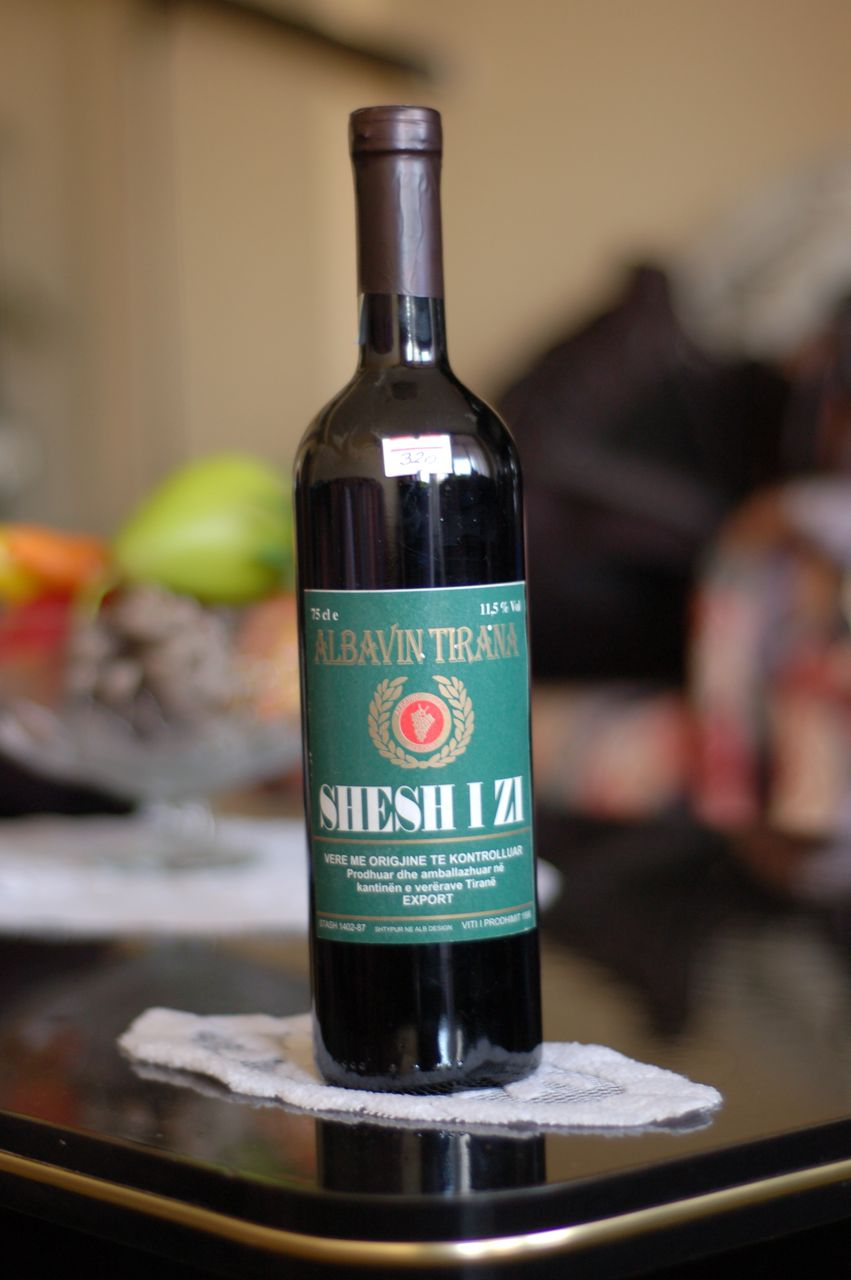
Wino Shesh i Zi rozlewane w Tiranie

W Albanii dominują obecnie szczepy: mavrud, dimiat, merlot i cabernet sauvignon. Do najlepszych gatunków win należą: Debine, Kallmet, Mareshnik, Mjaltez, Serine, Shesh i Bardhe. Produkowane są głównie w okolicach Beratu, Korczy i Kallmetu.

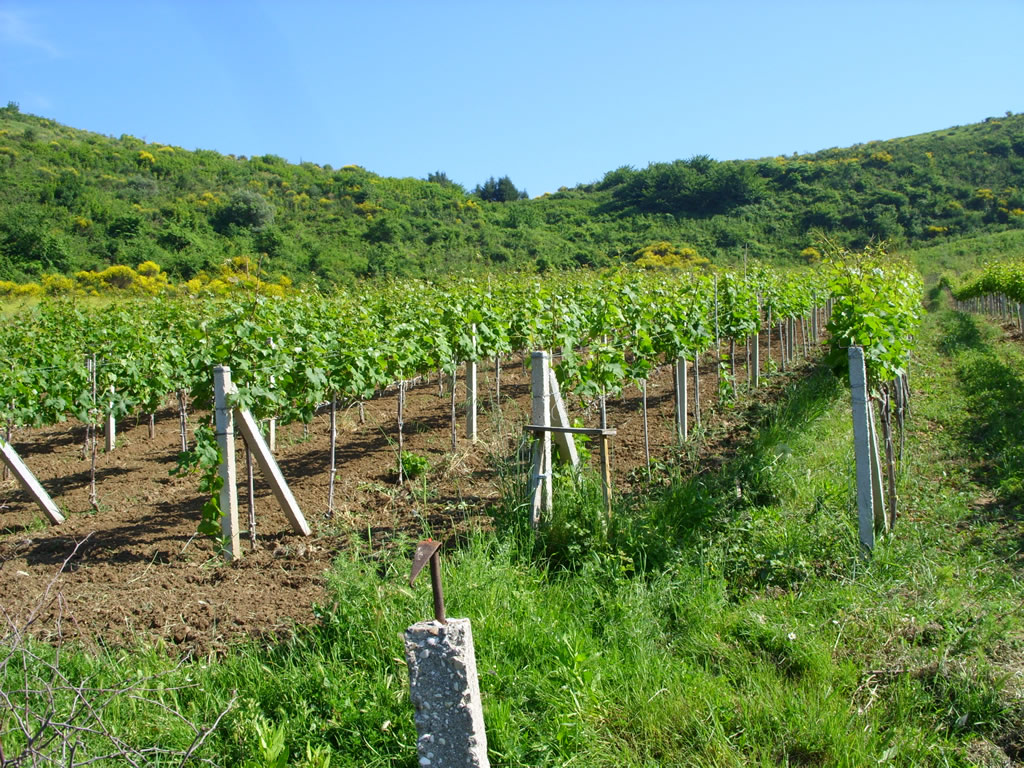
Winnica w Cerkovine

## Wina albańskie w relacjach podróżników
Miejscowe wino roczne zdaje się być rarytasem. Wyrabiane w znacznych ilościach, przechowywane w beczkach, w miastach. Przed wypiciem mieszają je z sokiem z pinii, rodzynek i limetki i rozcieńczają wodą.